# Flughafen Oksibil

i7
i11
i13
Der Flughafen Oksibil (indonesisch Bandar Udara Oksibil) ist ein kleiner nationaler Flughafen im Osten der indonesischen Provinz Papua Pegunungan. Der Flughafen liegt rund 500 Meter südlich der Ortsmitte von Oksibil, der Bezirkshauptstadt des Regierungsbezirks Pegunungan Bintang, und ist durch Flüge der nationalen Fluggesellschaft Trigana Air Service an Jayapura im Norden angebunden. Er wird von Regionalverkehrsflugzeugen der Größe Dash 7 oder ATR 42 angeflogen und ist mit dem ICAO-Annex 14 Flughafenreferenzcode 3C klassifiziert.
Der Flugplatz verfügt über eine 1350 Meter lange und 30 Meter breite asphaltierte Start- und Landebahn in Westnordwest-Ostsüdost-Richtung, sowie über zwei asphaltierte Vorfelder (150 m × 70 m und 50 m × 40 m).

## Zwischenfälle
- Am 2. August 2009 kollidierte eine DHC-6 der Merpati Nusantara Airlines auf dem Flug 9760D von Jayapura nach Oksibil in 2834 Meter Höhe mit einem Berg.[2]
- Am 16. August 2015 kollidierte eine ATR 42-300 der Trigana Air Service auf dem Flug von Jayapura nach Oksibil in 2530 Meter Höhe mit einem Berg (siehe auch Trigana-Air-Service-Flug 267).[3]